# The Royal Family
The Royal Family é uma sitcom norte-amerciana, criada por Eddie Murphy e estrelando Redd Foxx e Della Reese, exibida pela rede CBS entre setembro de 1991 e maio de 1992, notória por ter sido o último trabalho de Foxx, depois de sua morte em outubro de 1991.

## Elenco
- Redd Foxx	.... 	Alfonso Royal (Setembro–Outubro de 1991)
- Della Reese	.... 	Victoria Royal
- Mariann Aalda	 .... 	Elizabeth Royal Winston
- Sylver Gregory	.... 	Kim Winston
- Jackée Harry	.... 	Ruth "CoCo" Royal (November 1991–May 1992)
- Barry Shabaka Henley	.... Willis Tillis
- Naya Rivera	.... 	Hillary Winston
- Larenz Tate	.... 	Curtis Winston

## Episódios
| Episódio # | Título                           | Exibição               |
| ---------- | -------------------------------- | ---------------------- |
| 1-1        | Pilot                            | 18 de setembro de 1991 |
| 1-2        | "Homework Bound"                 | 25 de setembro de 1991 |
| 1-3        | "Me and My Stuff"                | 2 de outubro de 1991   |
| 1-4        | "Talkin' Baseball"               | 9 de outubro de 1991   |
| 1-5        | "A Mid-Summer Night's Barbeque"  | 30 de outubro de 1991  |
| 1-6        | "What's Love Got to Do with It?" | 13 de novembro de 1991 |
| 1-7        | "Educating Al"                   | 20 de novembro de 1991 |
| 1-8        | "New Beginnings"                 | 27 de novembro de 1991 |
| 1-9        | "The Sneakin' Deacon"            | 8 de abril de 1992     |
| 1-10       | "Status, Bro"                    | 15 de abril de 1992    |
| 1-11       | "Hello, I Must Be Going"         | 22 de abril de 1992    |
| 1-12       | "The Frame Game"                 | 6 de maio de 1992      |
| 1-13       | "Mo' Money"                      | 13 de maio de 1992     |
| 1-14       | "Cocoa in Charge"                | Não Exibido            |
| 1-15       | "The Big Stink"                  | Não Exibido            |

## Prêmios e Indicações
| Ano  | Prêmio              | Resultado | Categoria                          | Ator           |
| ---- | ------------------- | --------- | ---------------------------------- | -------------- |
| 1992 | Young Artist Awards | Indicado  | Melhor Performance Excepcional     | Naya Rivera    |
| 1992 | Young Artist Awards | Indicado  | Melhor Ator Numa Série de Comédia  | Larenz Tate    |
| 1992 | Young Artist Awards | Indicado  | Melhor Atriz Numa Série de Comédia | Sylver Gregory |